# Peter Kornicki
Pour les articles homonymes, voir Kornicki.
Peter Francis Kornicki est un japonologue anglais, professeur d'études d'Asie de l'est à Cambridge University après avoir été professeur d'histoire du Japon et de bibliographie.
Son principal objet de recherche est l'histoire du livre au Japon, mais il s'intéresse aussi à la vie et à l’œuvre des pionniers japanologues britanniques Frederick Victor Dickins, William George Aston, Ernest Mason Satow et Basil Hall Chamberlain.

## Honneurs
- Prix de la Fondation du Japon, 1992[1].
- British Academy, Fellow, 2000.

## Publications
- The Book in Japan: A Cultural History from the Beginnings to the Nineteenth Century, Leiden: Brill, 1998. Paperback, University of Hawaii Press, 2000.  (ISBN 978-0-8248-2337-5)

- Early Japanese Books in Cambridge University Library: A Catalogue of the Aston, Satow and von Siebold Collections, with N. Hayashi (Cambridge University Press), pp. xx + 520, 1991  (ISBN 978-0-521-36496-6)